# Platina (São Paulo)
Platina est une municipalité brésilienne de l'État de São Paulo et la Microrégion d'Assis.

## Économie
- Revenu per capita (2000) : R$ 199,61 (Change 2000 : R$1,00 = 4,00 FF)
 Source : Atlas du Développement Humain/PNUD
- PIB per capita (200x) : R$  (Change 200x : 1,00€ = R$ ) >Source :

## Maires
| Période | Période | Identité                            | Étiquette | Qualité           |
| ------- | ------- | ----------------------------------- | --------- | ----------------- |
| 2001    | 2004    | Manoel Possidonio                   | PPS       | élu avec 832 voix |
| 2005    | 2008    | Donizete Aparecido Ferreira de Lima | PMDB      | élu avec 864 voix |
| 2009    | 2012    | Manoel Possidonio                   | PR        |                   |

## Démographie
- Espérance de vie :  ans (200x) Source :
- Coefficient de mortalité infantile (200x) :  pour 1000 Source : Datasus, Ministério da Saúde
- Taux d’analphabétisme (2000) : 18,1 % Source : CNM
- Croissance démographique (2005) : 0,14 % par an
- Indice de Développement Humain (IDH) : 0,735
Source : Atlas du Développement Humain PNUD - 2000
- 47,65 % de femmes
- 52,35 % d'hommes
- 73,91 % de la population est urbaine
- 26,09 % de la population est rurale

## Religion
Le christianisme est présent dans la ville comme suit:

### Église Catholique
L'église catholique de la commune fait partie du Diocèse de Assis.

### Église Protestante
Les croyances évangéliques les plus diverses sont présentes dans la ville, principalement pentecôtistes, notamment les Assemblées de Dieu brésiliennes (la plus grande église évangélique du pays),, Congrégation Chrétienne au Brésil, entre autres. Ces dénominations se développent de plus en plus dans tout le Brésil.